# Crypsis aculeata
Crypsis aculeata là một loài thực vật có hoa trong họ Hòa thảo. Loài này được (L.) Aiton mô tả khoa học đầu tiên năm 1789.

## Hình ảnh

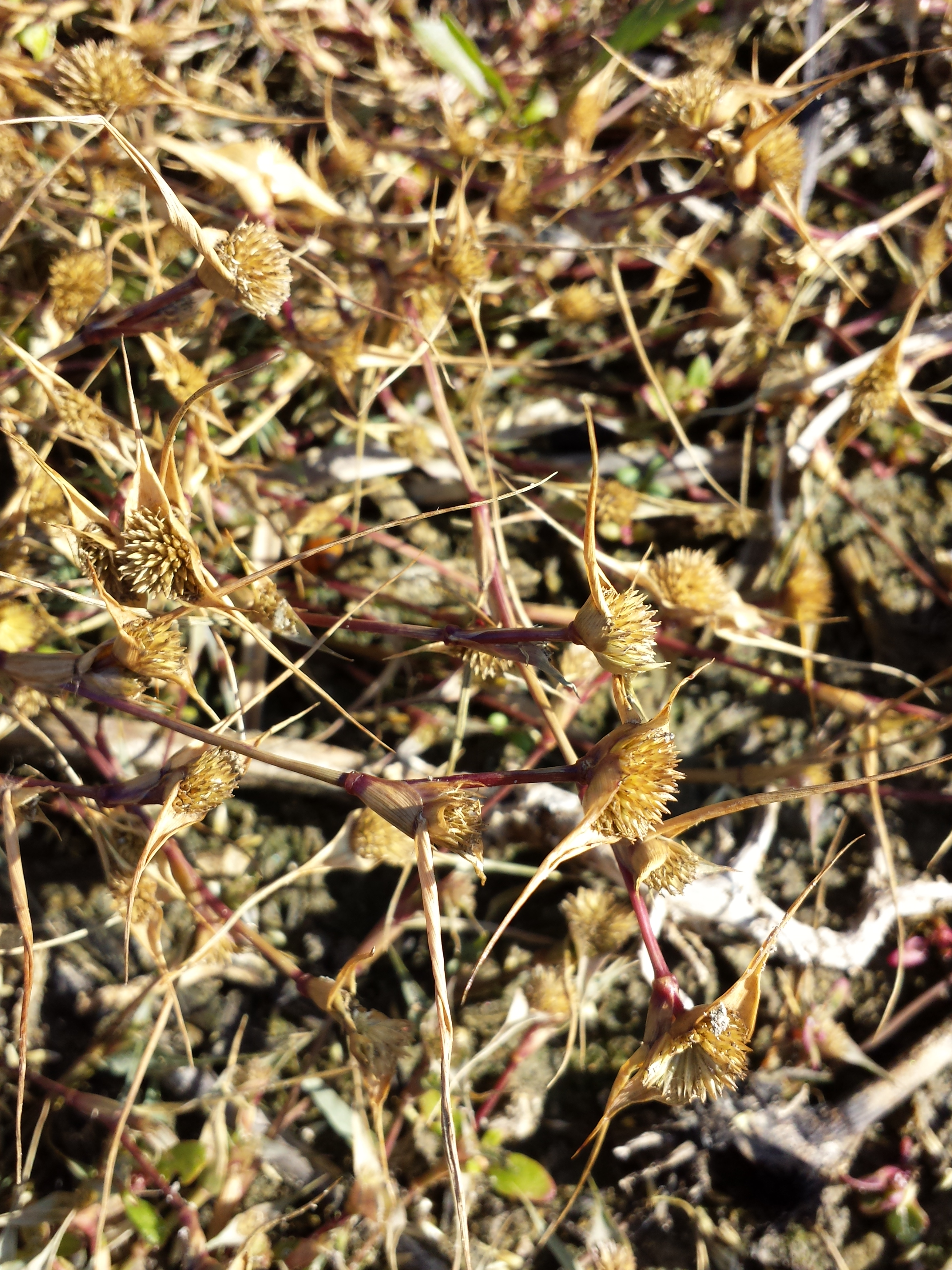
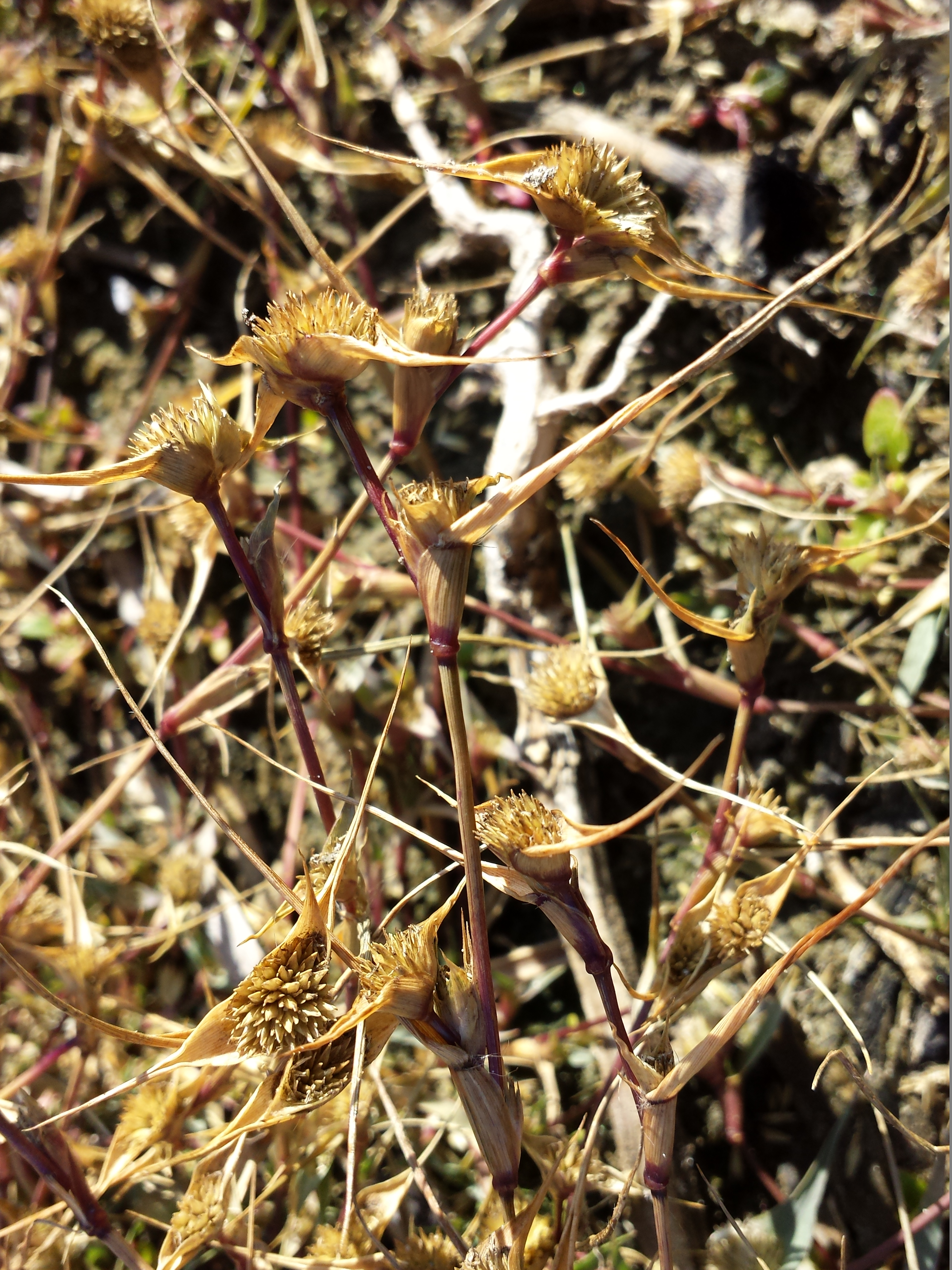
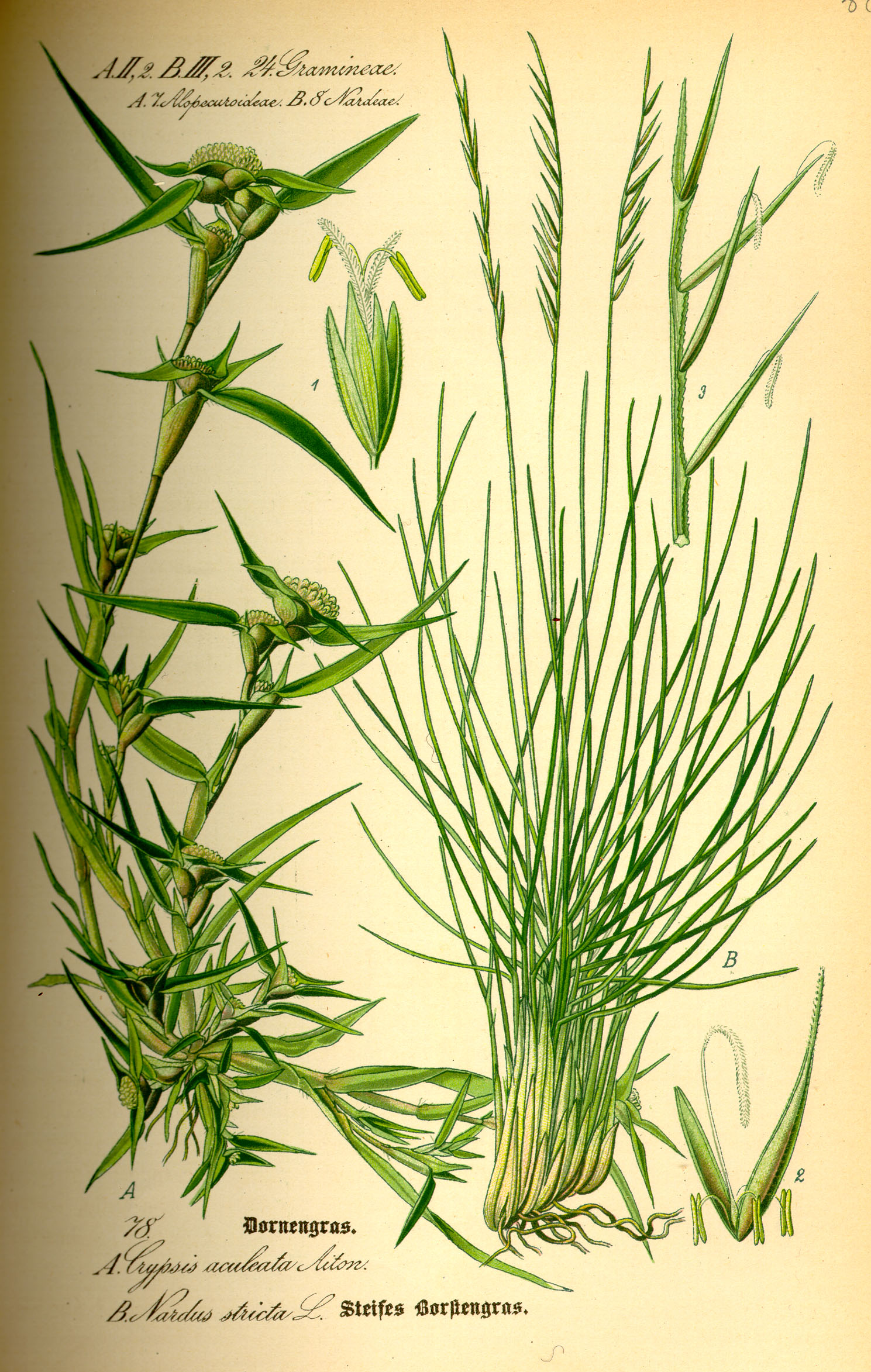